# مسجد شمس الدين الأموي
مسجد شمس الدين الأموي هو من مساجد العراق التاريخية الأثرية التي بنيت قبل سبعة قرون، ويقع المسجد مقابل محلة باب العراق في مدينة الموصل، وتعلو مبنى المسجد قبة خضراء اللون، وبناه الشيخ حسن شمس الدين بن عدي بن أبي البركات الأموي في عام 644 هـ/ 1246م، وأصبح المسجد مقراً للشيخ الصوفي شمس الدين الملقب بالشيخ حسن، والذي أعاد بناؤه في عام 706 هـ، وأسس فيهِ مدرسة صوفية عرفت باسم (المدرسة العدوية)، وفي عام 1910م تولى الملا عثمان الموصلي الشهير بالملا عثمان عملية إعادة بنائهِ بطلب من الأستانة في عهد الدولة العثمانية، حيث قدمت لهُ الدعم المالي وصار فيما بعد مدرسة خاصة بالملا عثمان الموصلي، وفي عام 1391هـ/ 1970م جدد بناؤه من قبل مديرية الأوقاف العامة.